# Nice People
 (novembre 2023).
Si vous disposez d'ouvrages ou d'articles de référence ou si vous connaissez des sites web de qualité traitant du thème abordé ici, merci de compléter l'article en donnant les références utiles à sa vérifiabilité et en les liant à la section « Notes et références ».
 (novembre 2023).
- Si vous ne connaissez pas le sujet, laissez ce bandeau (vous pouvez alors contacter les auteurs).
- Si vous supprimez le contenu mis en cause (vous pouvez préalablement contacter les auteurs),

argumentez précisément cette suppression dans la page de discussion
(un manque de référence n'est pas un argument ; une recherche réelle de référence doit avoir été effectuée, être formellement documentée).
Pour les articles homonymes, voir Nice People (homonymie).
Nice People est une émission de télévision française de télé-réalité présentée par Flavie Flament (quotidienne et prime-time) et Arthur (prime-time) et diffusée sur TF1 du 26 avril 2003 au 5 juillet 2003. L'émission était produite par So Nice Production et Endemol.
Elle a été remportée par Serena Reinaldi qui a recueilli 78 % des votes.

## Principe
L'émission, présentée comme un clin d'œil au film L'Auberge espagnole, propose de faire cohabiter, pendant deux mois et demi, douze jeunes représentant différents pays européens dans une luxueuse villa de la Côte d'Azur à Nice. Reprenant le principe de Loft Story, diffusée sur M6 en 2001 et 2002, ces jeunes sont filmés 24 heures sur 24 et éliminés au fur et à mesure par le public. Chaque semaine, une ou deux personnalités rendent visite aux candidats et restent quelques jours avec eux.

## Candidats

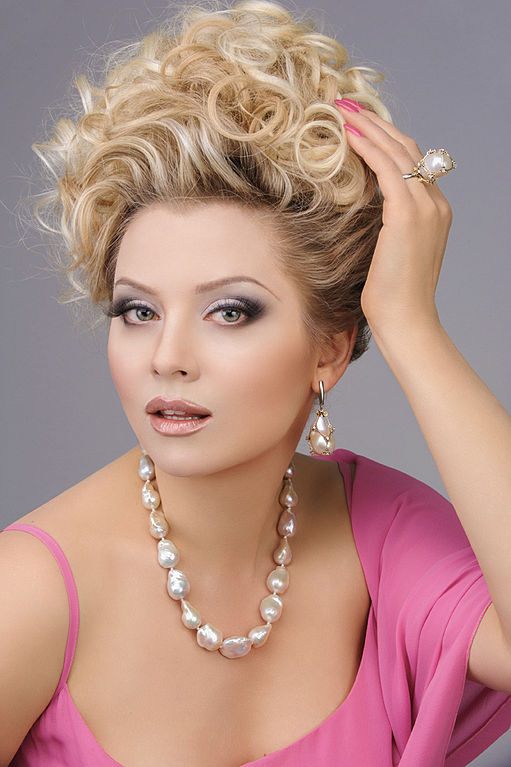
Elena Lenina se fait connaître en France par le biais de cette émission.

| Candidat | Vrai nom                 | Pays représenté | Période                        | Statut    |
| -------- | ------------------------ | --------------- | ------------------------------ | --------- |
| Serena   | Serena Reinaldi          | Italie          | 26 avril 2003 – 5 juillet 2003 | vainqueur |
| Helder   | Helder Silva             | Portugal        | 26 avril 2003 – 5 juillet 2003 | second    |
| Katrin   | Katrin Jeckspat          | Allemagne       | 26 avril 2003 – 27 juin 2003   | éliminée  |
| Raimondo | Raimondo Palermo         | Italie          | 26 avril 2003 – 27 juin 2003   | éliminé   |
| Eleanor  | Eleanor Legge-Bourke     | Royaume-Uni     | 26 avril 2003 – 13 juin 2003   | éliminée  |
| Mickaël  | Mickaël Darchambeau      | Belgique        | 26 avril 2003 – 13 juin 2003   | éliminé   |
| Nallé    | Nallé Grinda             | Suède           | 26 avril 2003 – 6 juin 2003    | éliminé   |
| Karolina | Karolina Bomba-Petrajtis | Pologne         | 26 avril 2003 – 31 mai 2003    | éliminée  |
| Prosper  | Prosper Masquelier       | France          | 26 avril 2003 – 24 mai 2003    | éliminé   |
| Antti    | Antti Timonen            | Finlande        | 26 avril 2003 – 17 mai 2003    | éliminé   |
| Elena    | Elena Lenina             | Russie          | 26 avril 2003 – 10 mai 2003    | éliminée  |
| Raquel   | Raquel Morcillo          | Espagne         | 26 avril 2003 – 3 mai 2003     | éliminée  |

## Propositions
|                          | Semaine 1                     | Semaine 2                 | Semaine 3                                  | Semaine 4                                                        | Semaine 5                                                          | Semaine 6                                                | Semaine 7                                 | Semaine 8          | Semaine 9                                | Semaine 10                  |
| ------------------------ | ----------------------------- | ------------------------- | ------------------------------------------ | ---------------------------------------------------------------- | ------------------------------------------------------------------ | -------------------------------------------------------- | ----------------------------------------- | ------------------ | ---------------------------------------- | --------------------------- |
| Invités                  | Ophélie Winter Katrin, Raquel | Doc Gynéco Helder, Elena  | Christophe Dechavanne A refusé de proposer | Les Models Raimondo, Serena Jean-Pascal Lacoste Prosper, Eleanor | Gilbert Montagné Helder, Karolina Mareva Galanter Helder, Karolina | Brahim Asloum Katrin, Helder Sophie Favier Nallé, Katrin | Smaïn Raimondo, Michael, Eleonor          | Maïté Diana        | Francis Lalanne Irina (copine de Helder) |                             |
| Serena                   | Raquel, Antti                 | Prosper, Elena            | Prosper, Antti                             | Nallé, Katrin                                                    | Katrin, Eleanor                                                    | Nallé, Katrin                                            | Michael, Helder, Katrin                   |                    |                                          | vainqueur (jour 70)         |
| Helder                   | Elena, Nallé                  | Prosper, Elena            | Prosper, Antti                             | Prosper, Eleanor                                                 | Karolina, Nallé                                                    | Katrin, Eleanor                                          | Serena, Eleanor, Katrin                   |                    |                                          | second (jour 70)            |
| Katrin                   | Karolina, Elena               | Prosper, Elena            | Prosper, Helder                            | Prosper, Nallé                                                   | Karolina, Serena                                                   | Michael, Nallé                                           | Helder, Michael, Eleanor                  |                    |                                          | éliminée (jour 63)          |
| Raimondo                 | Serena, Raquel                | Prosper, Elena            | Prosper, Antti                             | Prosper, Eleanor                                                 | Karolina, Nallé                                                    | Eleanor, Nallé                                           | Serena, Eleanor, Katrin                   |                    |                                          | éliminé (jour 63)           |
| Eleanor                  | Helder, Katrin                | Katrin, Nallé             | Helder, Nallé                              | Helder, Nallé                                                    | Karolina, Raimondo                                                 | Michael, Helder                                          | Raimondo, Michael, Helder                 | éliminée (jour 49) | éliminée (jour 49)                       | éliminée (jour 49)          |
| Michael                  | Karolina, Nallé               | Prosper, Elena            | Prosper, Antti                             | Prosper, Eleanor                                                 | Karolina, Nallé                                                    | Eleanor, Nallé                                           | Serena, Eleanor, Katrin                   | éliminé (jour 49)  | éliminé (jour 49)                        | éliminé (jour 49)           |
| Nallé                    | Helder, Elena                 | Helder, Elena             | Prosper, Michael                           | Prosper, Helder                                                  | Katrin, Helder                                                     | Raimondo, Katrin                                         | éliminé (jour 42)                         | éliminé (jour 42)  | éliminé (jour 42)                        | éliminé (jour 42)           |
| Karolina                 | Raquel, Katrin                | Prosper, Elena            | Prosper, Helder                            | Helder, Prosper                                                  | Helder, Katrin                                                     | éliminée (jour 35)                                       | éliminée (jour 35)                        | éliminée (jour 35) | éliminée (jour 35)                       | éliminée (jour 35)          |
| Prosper                  | Katrin, Raquel                | Raimondo, Katrin          | Michael, Nallé                             | Karolina, Nallé                                                  | éliminé (jour 28)                                                  | éliminé (jour 28)                                        | éliminé (jour 28)                         | éliminé (jour 28)  | éliminé (jour 28)                        | éliminé (jour 28)           |
| Antti                    | Karolina, Prosper             | Elena, Karolina           | Prosper, Nallé                             | éliminé (jour 21)                                                | éliminé (jour 21)                                                  | éliminé (jour 21)                                        | éliminé (jour 21)                         | éliminé (jour 21)  | éliminé (jour 21)                        | éliminé (jour 21)           |
| Elena                    | Raquel, Katrin                | Antti, Katrin             | éliminée (jour 14)                         | éliminée (jour 14)                                               | éliminée (jour 14)                                                 | éliminée (jour 14)                                       | éliminée (jour 14)                        | éliminée (jour 14) | éliminée (jour 14)                       | éliminée (jour 14)          |
| Raquel                   | Michael, Elena                | éliminée (jour 7)         | éliminée (jour 7)                          | éliminée (jour 7)                                                | éliminée (jour 7)                                                  | éliminée (jour 7)                                        | éliminée (jour 7)                         | éliminée (jour 7)  | éliminée (jour 7)                        | éliminée (jour 7)           |
| Soumis au vote du public | Raquel Katrin                 | Prosper Elena             | Antti Prosper                              | Prosper Nallé Eleanor                                            | Helder Karolina                                                    | Katrin Nallé                                             | Eleanor Katrin Michael                    |                    | Serena Raimondo Helder Katrin            | Serena Helder               |
| Départ                   | Katrin 63 % - Raquel 37 %     | Prosper 59 % - Elena 41 % | Prosper 55 % - Antti 45 %                  | Prosper – 30 %                                                   | Helder 55 % - Karolina 45 %                                        | Katrin 64 % - Nallé 36 %                                 | Katrin 44 % - Eleanor 35 % - Michael 21 % |                    | Raimondo Katrin                          | Helder – 22 % Serena – 78 % |

## Audiences

### Audiences primetimes
| Jour et horaire de diffusion          | Téléspectateurs | Parts de marché sur les 4 ans et plus | Référence |
| ------------------------------------- | --------------- | ------------------------------------- | --------- |
| Samedi 26 avril 2003 à 20:50          | 6 900 000       | 34,9 %                                |           |
| Samedi 3 mai 2003 à 20:50             | 4 400 000       | 21,9 %                                |           |
| Samedi 10 mai 2003 à 20:50            | 4 960 000       | 28,4%                                 |           |
| Samedi 17 mai 2003 à 20:50            | 5 490 000       | 28,1%                                 |           |
| Samedi 24 mai 2003 à 20:50            | 4 800 000       | 24,6 %                                |           |
| Vendredi 30 mai 2003 à 20:50          | 4 480 000       | 27,1 %                                |           |
| Samedi 7 juin 2003 à 20:50            | 3 950 000       | 27 %                                  |           |
| Samedi 14 juin 2003 à 20:50           | 4 052 000       | 26,5 %                                |           |
| Samedi 21 juin 2003 à 20:50           | 2 719 000       | 23,8 %                                |           |
| Samedi 28 juin 2003 à 20:50           | 3 600 000       | 27%                                   |           |
| Samedi 5 juillet 2003 à 20:50 - 23:45 | 4 530 000       | 29,7%                                 |           |

### Audiences quotidiennes
Le résumé quotidien était diffusé chaque soir de 18h à 19h et a réalisé une moyenne de 3,2 millions de téléspectateurs, soit 31,2 % de part d'audience. L'émission a atteint 45 % d'audience auprès des individus de moins de 50 ans et 50 % d'audience sur le public 15/24 ans.

## Parodies
En parallèle à l'émission, des humoristes français (Dany Boon, Gad Elmaleh, Franck Dubosc, et Élie Semoun) ont tourné des sketchs parodiant les sélections de Nice People.

## L'aprèsNice People
La gagnante, Serena Reinaldi, s'est depuis reconvertie comme actrice au théâtre et au cinéma avec notamment un petit rôle dans Les Bronzés 3. La candidate russe Elena Lenina est également apparue à l'écran, dans le film Il était une fois Jean-Sébastien Bach avant de poursuivre une carrière d'écrivaine et d'animatrice à la télévision russe.
Le finlandais Antti s'est orienté vers la politique et a notamment travaillé au cabinet du vice-président de la Commission européenne avant de devenir porte-parole de Roberta Metsola, présidente du Parlement européen[source secondaire souhaitée].
Le français Prosper s'est spécialisé dans le poker, en organisant plusieurs tournois et en co-produisant Le Tournoi des as, première émission de poker en France,,.
Nallé, le suédois s'est établi à Miami (Floride, États-Unis) pour y poursuivre une carrière dans l'immobilier.
Michael a été le vainqueur d'une émission de Fear Factor à laquelle ont aussi participé Helder, Raimondo, Eleanor, Raquel, et Katrin.
De son côté, Helder est entraîneur de football en Suisse.